# びわこ大博覧会
びわこ大博覧会（びわこだいはくらんかい 英: BIWAKO FAIR '68）は、1968年に滋賀県大津市で開催された地方博覧会。

## 概要
大津市制70周年・滋賀県政100周年の記念行事として、琵琶湖や滋賀県の未来像を捉えるべく開催された。また、2年後に控えていた日本万国博覧会への序曲と位置づけられた。会場には、びわこ館(テーマ館、のちに市立科学館)、未来館などが並び、会期中の入場者は98万5000人を記録した。実施計画の策定は、奈良本辰也を委員長に、会田雄次、赤井達郎、上田篤、梅原猛、依田義賢、米田豊昭（地域計画建築研究所所長）、綿貫敏夫（千葉大学教授）らにより検討された。
- 会場：滋賀県大津市におの浜埋立地（総面積33万平米、会場面積16.5万平米[1]）
- 会期：1968年9月20日 - 11月10日
- 主催：滋賀県、大津市、滋賀県農業協同組合中央会、滋賀県商工会議所連合会[4]
- 投資額：約5億5千万円[4]
- 来場者数：約98万5000人（有料入場者数：84万5千人 目標有料入場者数100万人）[4]
- テーマ：「湖と文化の多面的追求」「明日の滋賀県と大津市のビジョン」
- 協賛歌：三波春夫「びわこ博音頭 花のびわ湖」（作詞：萩原四朗 作曲：上村張夫 編曲：久慈ひろし）

## 主な施設
事務局運営パビリオン
- テーマ館「びわこ館」（3,038平米）[5] - 2階に大津京から現代までの滋賀県の歴史や30年後の琵琶湖・滋賀県・大津市の大ジオラマ、3階に西教寺薬師如来をはじめとした重要文化財を含む87体の仏像を展示[2]。
- 世界の湖館（660平米）[5] - 国外21・国内8湖の資料を展示し琵琶湖のあるべき姿を考える[2]。
- 未来館（450平米）[5] - 湖底都市・住宅・牧場など未来への挑戦を紹介する[2]。
- おりがみ動物園（330平米） - 動力を組み込んだ動物折り紙を音楽に乗せて稼働させる[2]。
- 水の神秘館（660平米） - 水の神秘性と科学性を雨・氷・雪の三変態と音楽・照明の演出で表現する[2]。

その他パビリオン
- 万博館[2]
- 交通科学館[2]
- 電力電波館[2]
- 生活科学館[2]
- 女性館[2]
- 観光物産館[2]
- タバコ館[2]
- 農林水産館[2]
- サーキノ館 - 西日本では初公開となる全円周映画を上映する[2]。

その他施設
- 祭典のひろば - 県内外の郷土芸能やタレントによるステージ等を開催[2]。
- 希望のマイハウス
- 甲賀忍者屋敷 - 甲賀郡から移築した築300年の家屋に吊り天井などの忍びの仕掛けを施した[2]。びわ湖タワーの忍者屋敷にて入場者に配布された巻物風の解説書によると、当館はびわこ大博覧会で使用されたのちにびわ湖タワーに移設されたとされる。これはびわ湖タワーの閉園まで使用された。
- 想い出横丁 - 明治100年を偲ぶ展示[2]。
- 琵琶湖ミニチュア - 600分の1サイズの琵琶湖のミニチュアとともに琵琶湖の水を注いだ幅6m・深さ1.2m・全長1000m・橋梁9箇所の水路「虹の運河」を設置し12人乗りモーターボート50隻を運航し人間と水のつながりを体験させる[2]。
- みやびの庭[2]
- スペースジャングル
- サイケロードゴーカート
- レストハウス